# St. Verena (Rickenbach)

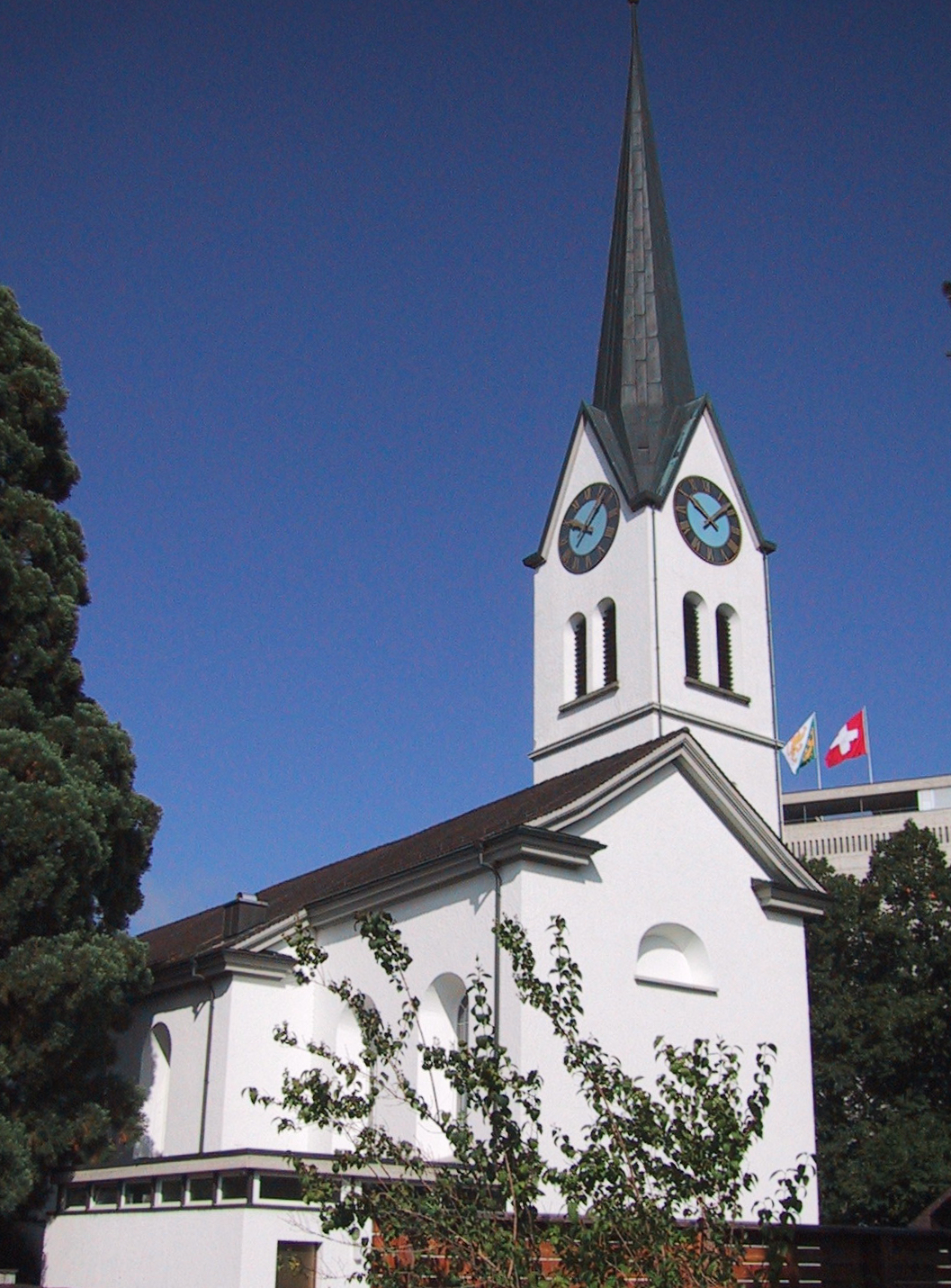
Kirche St. Verena, 2011

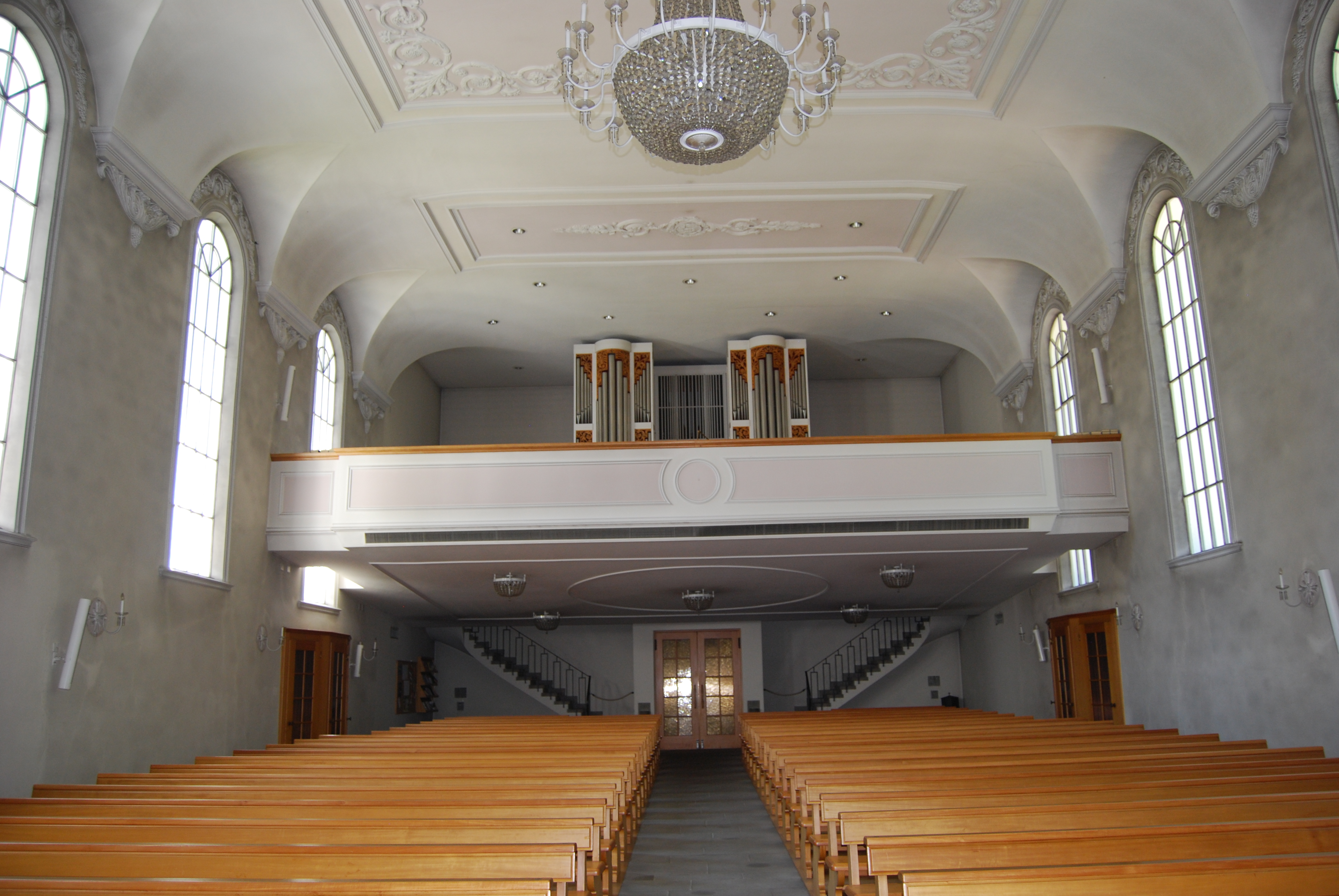
Innenraum mit Blick zur Orgelempore, 2011

Die Kirche St. Verena in Rickenbach im Bezirk Münchwilen im Schweizer Kanton Thurgau ist eine römisch-katholische Kirche, die in ihrer jetzigen Form auf das Jahr 1845 zurückgeht. Sie liegt im Bistum Basel, ist aber seit 2015 dem Bistum St. Gallen zugeordnet. Sie ist der Heiligen Verena als Namenspatronin gewidmet und Teil des Seelsorgebereiches Rickenbach der Katholischen Pfarr- und Kirchgemeinde Wil im benachbarten Kanton St. Gallen. Gemeindepfarrer ist seit 2024 Sebastian Wetter, der zum 1. November 2025 die Arbeit als neuer Generalvikar im Bistum St. Gallen aufnimmt. Ab Mitte Januar 2026 übernimmt Marjan Paloka als Pfarradministrator die vorübergehende Leitung der Pfarrei bis zur Neubesetzung der Pfarrstelle.

## Geschichte
Eine St. Verena-Kirche wurde erstmals im Jahre 838 erwähnt. Dorfbrände in den Jahren 1446, 1638 und 1712 zerstörten die Pfarrkirche; nur der Kirchturm aus dem 9. Jahrhundert hielt dem Feuer stand.
In der Vergangenheit wurden immer wieder Teile des Kircheninventars entwendet, so dass von der ursprünglichen Ausstattung nur noch ein kleiner Teil existiert. 1655 schenkte der Fürstabt Gallus Alt der Pfarrei einen Taufstein, der als einer der ältesten Einrichtungsgegenstände bis heute erhalten ist. Aufgrund der zunehmenden Bevölkerungszahl Rickenbachs im 18. und 19. Jahrhundert wurde am 6. August 1845 ein Neubau der Kirche geweiht.

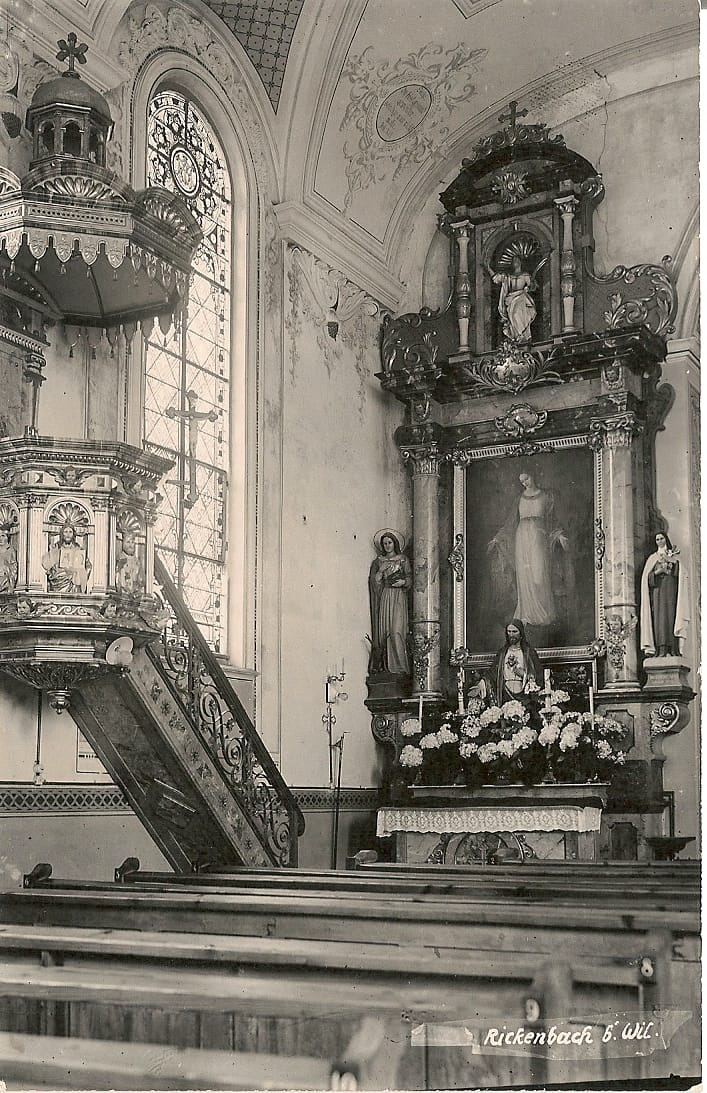
Seitenaltar der Gottesmutter Maria (Evangelienseite), 1935

1965 bis 1969 wurde eine Renovation durchgeführt: Das Gebäude wurde um ein Joch nach Westen erweitert, erhielt eine neue Westfassade und eine neue Empore in Beton-Bauweise mit seitlichen Treppenaufgängen. Der Innenraum wurde umgestaltet, der Hochaltar, das Retabel an der Chorwand, die Seitenaltäre und die Kanzel wurden entfernt. Ein gotisches Masswerk-Fragment im Westgiebel, als Teil eines ehemaligen Spitzbogenfensters des Vorgängerbaus vor 1845, ging bei den Umbauarbeiten in den 1960er Jahren verloren. Der Taufstein und die Ölmalereien Marias und der Hl. Verena an den Seitenaltären blieben erhalten, ebenso die Stuckaturen der Decke und der Fenster. Die barocke Monstranz, Klosterarbeiten mit Reliquien für den Hochaltar und die Seitenaltäre, das Wetterkreuz mit Reliquien, mehrere Vortragekreuze, alte liturgische Gewänder,  Ziborien und Kelche sind Teile des Kirchenschatzes.

## Baubeschreibung und Ausstattung
Der Kirchturm von St. Verena stammt aus dem Jahre 1644. Das Kirchenschiff wurde in der Mitte des 19. Jahrhunderts im klassizistischen Stil neu gebaut. Die eingestanzten Ziffern auf dem alten Tabernakel in der rechten Kirchenwand ergeben die Jahreszahl der geplanten Kirchweihe 1842. Bedingt durch den Einsturz des fehlerhaft berechneten Westgiebels kurz vor dem Abschluss der Bauarbeiten verzögerte sich die Kirchweihe bis 1845. Heute besitzt die Kirche eine moderne Chorwand und aufgemalte Seitenaltäre, die den ersten Altären gleichen. Im Altarraum steht ein schlichter Zelebrationsaltar, ein weisser Sockel mit einer Altarplatte aus grauem Sandstein. Das Kunstwerk mit dem Namen «Durch Kreuz und Tod zur Auferstehung» des St. Galler Malers und Bildhauers Fredi Thalmann an der Chorwand entstand 1993. Im gleichen Jahr wurde der alte Taufstein mit einem modernen Bronzedeckel versehen.

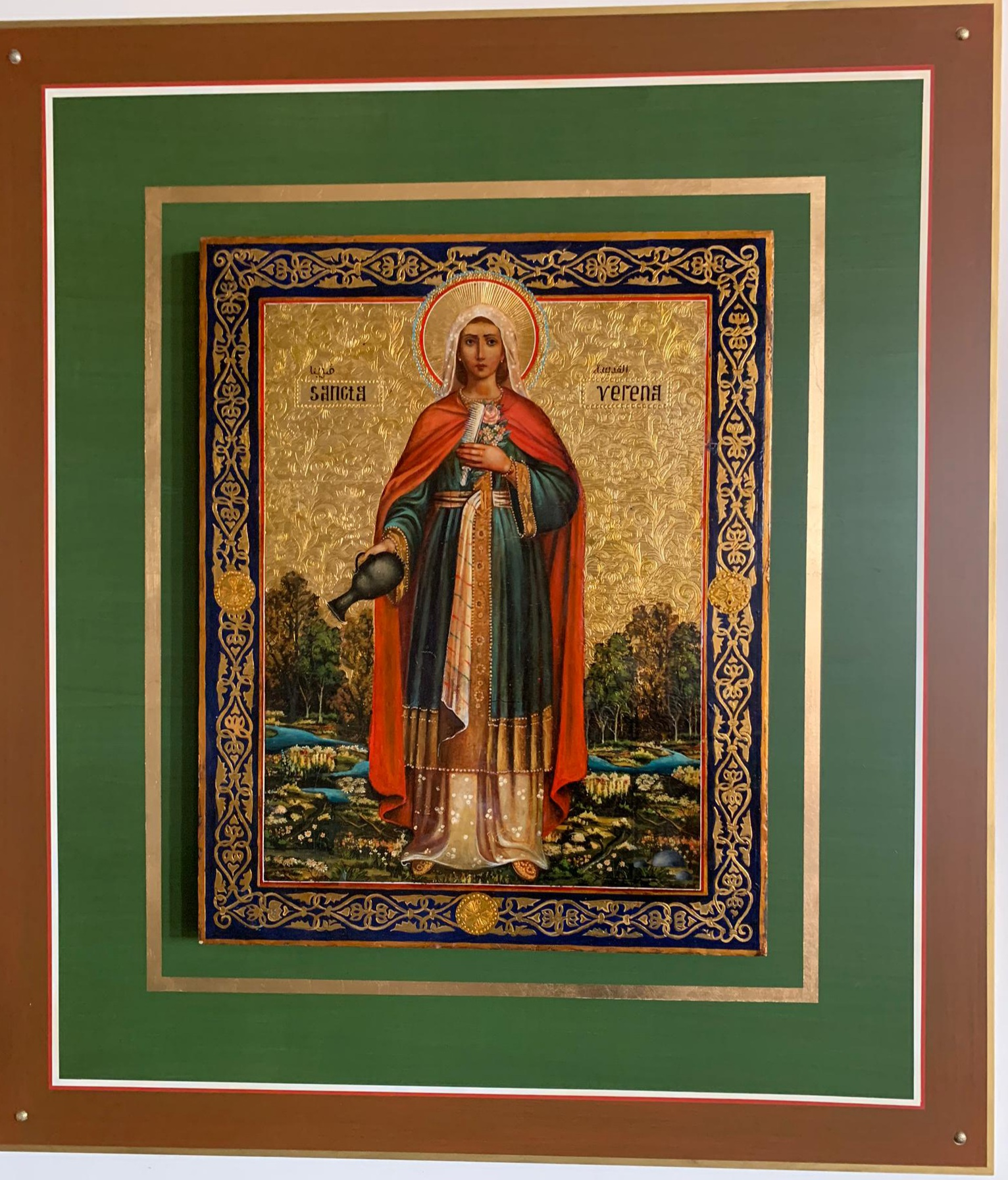
Verena-Ikone (2018)

Unter der rechten Emporentreppe befindet sich seit 2018 eine Verena-Ikone. An den Seitenwänden des Innenraumes ist ein zeitgenössischer Kreuzweg zu sehen.

## Orgeln

### Kuhn-Orgel (1969)
Die heutige Orgel wurde 1969 von Orgelbau Kuhn mit 21 Registern (Schleifladen mit mechanischer Spiel- und Registertraktur) auf zwei Manualen und Pedal gebaut; 2012 wurde sie durch die Erbauerfirma umgebaut. Bedingt durch starken Schimmelbefall befindet sich das Instrument technisch und klanglich in einem schlechten Zustand. Die Orgel hat folgende Disposition:
| I Hauptwerk C–g3 |       |
| Principal        | 8′    |
| Rohrgedackt      | 8′    |
| Octave           | 4′    |
| Blockflöte       | 4′    |
| Superoctave      | 2′    |
| Sesquialtera II  | 2 ⁄3′ |
| Mixtur V–VI      | 1 ⁄3′ |
| Trompete         | 8′    |

| II Schwellwerk C–g3 |       |
| Holzgedackt         | 8′    |
| Principal           | 4′    |
| Rohrflöte           | 4′    |
| Waldflöte           | 2′    |
| Quinte              | 1 ⁄3′ |
| Scharf IV           | 1′    |
| Vox humana          | 8′    |
| Tremulant           |       |

| Pedal C–f1    |        |
| Subbass       | 16′    |
| Oktavbass     | 08′    |
| Pommer        | 08′    |
| Octave        | 04′    |
| Hintersatz IV | 02 ⁄3′ |
| Posaune       | 8′     |

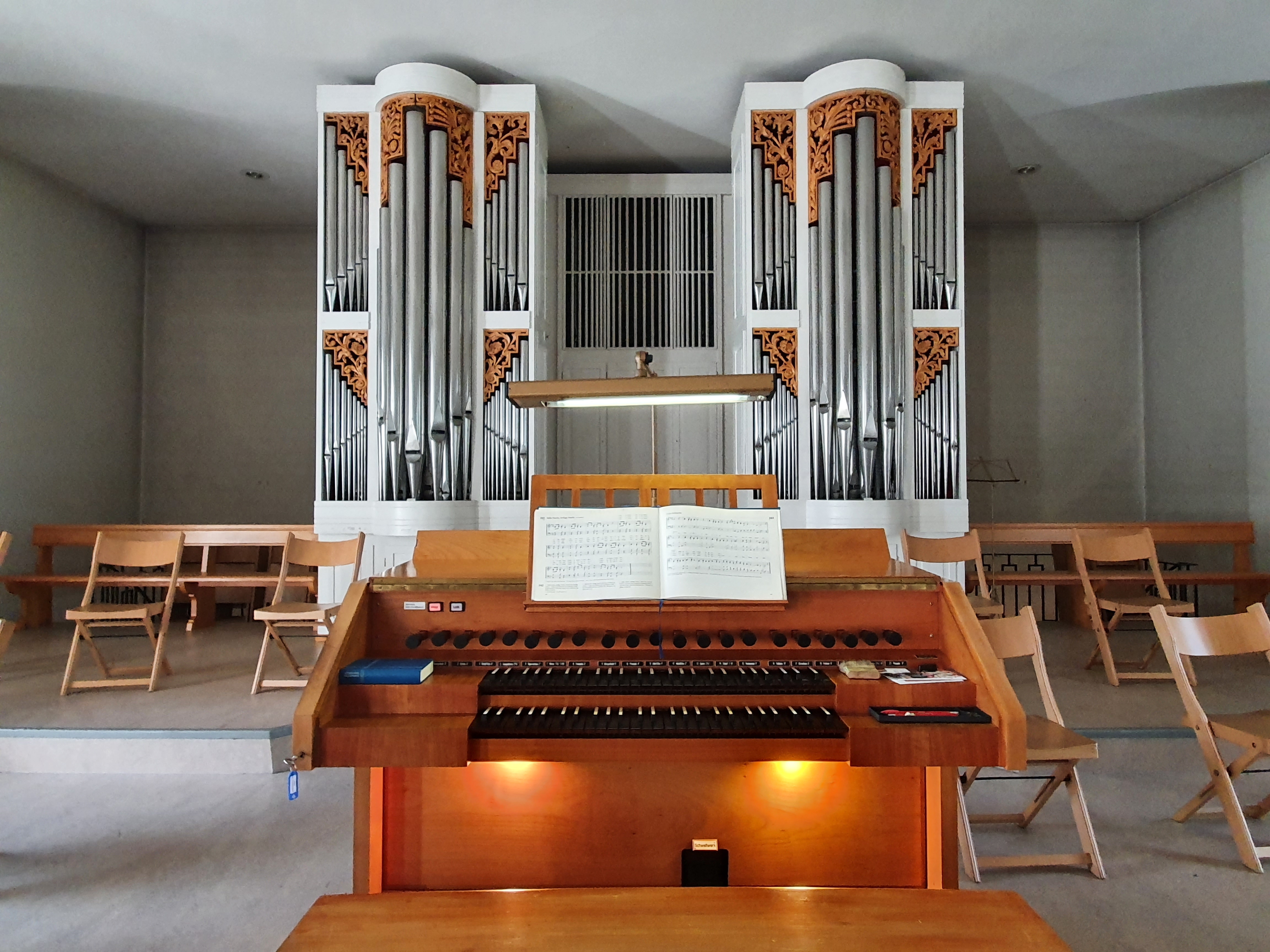
Kuhn-Orgel, 2021

- Koppeln (mechanisch, als Tritte): II/I, I/P, II/P. Zwei mechanische Drehknopfkombinationen. Tritte «Register A», «Register B», «Register ab». Schwelltritt für II. Manual.

### Kuhn-Orgel (1907–1969)
Das Instrument mit 16 Registern auf zwei Manualen und Pedal (Membranladen mit pneumatischer Spiel- und Registertraktur), das von Carl Theodor Kuhn 1907 erbaut wurde, hatte folgende Disposition:

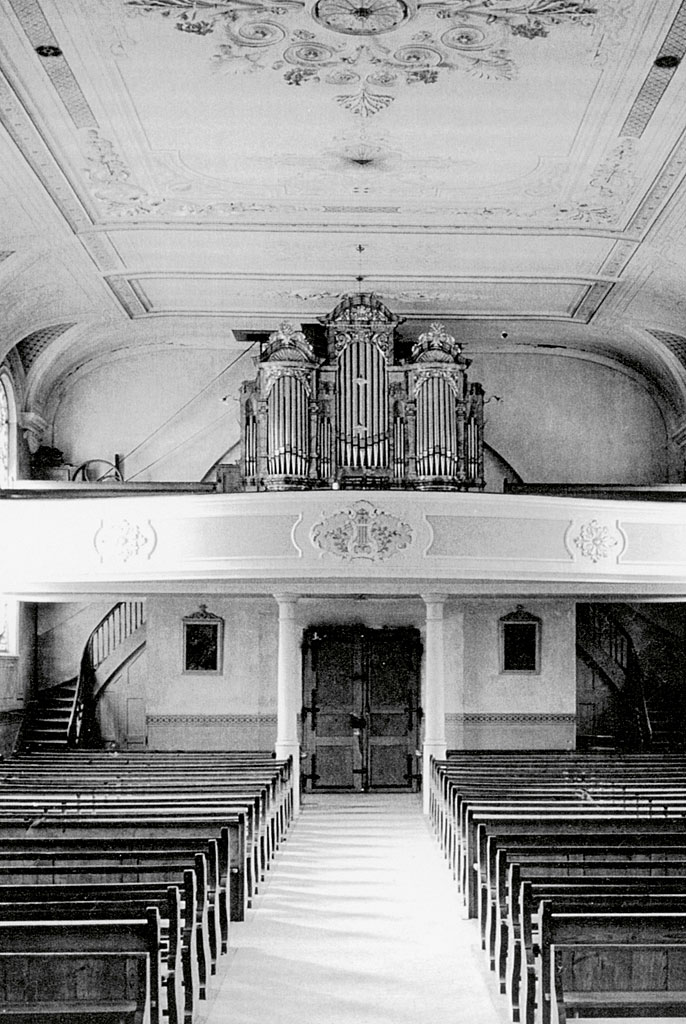
Kuhn-Orgel (1907–1969)

| I. Hauptwerk C–f3 |        |
| Bourdon           | 16′    |
| Principal         | 08′    |
| Flauto dolce      | 08′    |
| Gambe             | 08′    |
| Oktave            | 04′    |
| Mixtur IV         | 02 ⁄3′ |
| Trompete          | 08′    |

| II. Schwellwerk C–f3 |    |
| Geigenprincipal      | 8′ |
| Flûte harmonique     | 8′ |
| Salicional           | 8′ |
| Aeoline              | 8′ |
| Voix céleste         | 8′ |
| Traversflöte         | 4′ |

| Pedal C–d1 |     |
| Subbass    | 16′ |
| Violonbass | 16′ |
| Oktavbass  | 08′ |

### Haaser-Orgel (1857–1907)
Die Orgel wurde 1857 von Remigius Haaser aus Immenstadt im Allgäu fertiggestellt und hatte sechs Register auf einem Manual und Pedal.
| Manual C–f3 |    |
| Principal   | 8′ |
| Bordun      | 8′ |
| Viola       | 8′ |
| Flauto      | 4′ |
| Mixtur III  | 2′ |

| Pedal C–d1 |     |
| Subbass    | 16' |

## Glocken
Die fünf Glocken wurden von der Glockengiesserei Eschmann (Rickenbach) 1965 gegossen; im Mai desselben Jahres fand die Glockenweihe statt. Die früheren Glocken von 1638, die rechts neben der Kirche auf Podesten stehen, sind das älteste vollständige Glockengeläut im Kanton Thurgau.

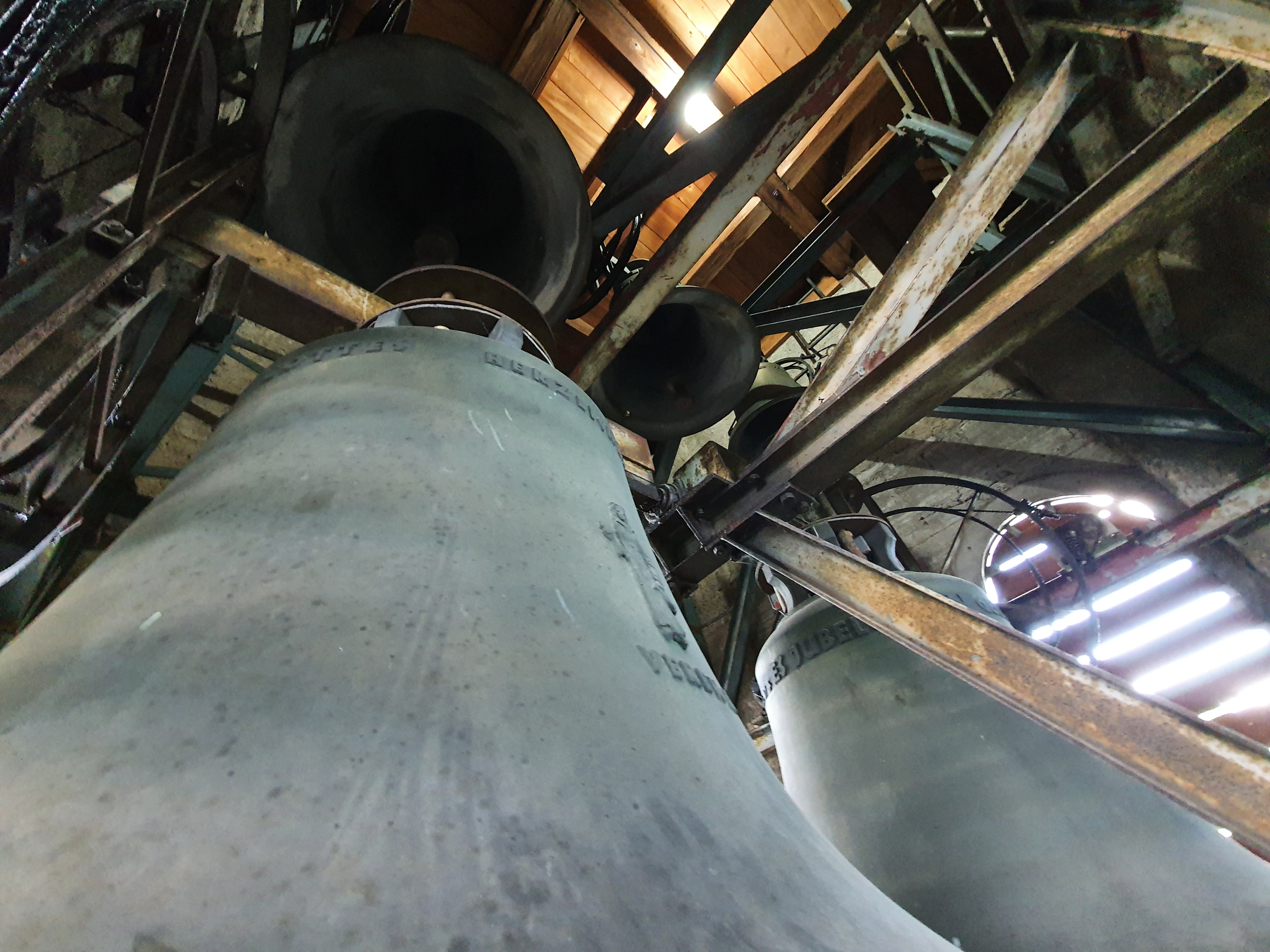
Blick in den Glockenstuhl, 2023

### Geläut seit 1965
| Nr. | Name                  | Gussjahr | Gießer, Gussort           | Durchmesser (cm.) | Masse (kg, ca.) | Schlagton (HT-1⁄16) | Stifter                                          | Inschriften                                            |
| 1   | Mutter Gottes-Glocke  | 1965     | Emil Eschmann, Rickenbach | 164               | 2'500 kg        | c1                  | Traktorenwerk Hans Hürlimann, Wil                | ES JUBELT MEIN GEIST ÜBER MEINEN RETTER (Lukas 1,47)   |
| 2   | Verena-Glocke         | 1965     | Emil Eschmann, Rickenbach | 137               | 1'450 kg        | es1                 | Familie Wiesli-Lenz                              | +DURCH UNSERES GOTTES HERZLICHES ERBARMEN (Lukas 1,78) |
| 3   | Gallus-Glocke         | 1965     | Emil Eschmann, Rickenbach | 107,5             | 750 kg          | g1                  | Witwe Priska Haag-Eisenring und Sohn Joseph Haag | LICHT ZUR OFFENBARUNG FÜR DIE HEIDEN (Lukas 2,32)      |
| 4   | Otmar-Glocke          | 1965     | Emil Eschmann, Rickenbach | 89.5              | 450 kg          | b1                  | Leo Stehrenberger-Ulrich, Rickenbach             | OHNE FURCHT UND FREI VON FEINDES HAND (Lukas 1,74)     |
| 5   | Bruder Klausen-Glocke | 1965     | Emil Eschmann, Rickenbach | 78,5              | 300 kg          | c2                  | Familie Hans Haag-Sennhauser, Rickenbach         | +UND FRIEDE AUF ERDEN DEN MENSCHEN (Lukas 2,14)        |

### Altes Geläut (1638)
| Nr. | Name                      | Gussjahr | Gießer, Gussort | Durchmesser (cm.) | Masse (kg, ca.) | Schlagton (HT-1⁄16) | Stifter        | Inschriften | Bild |
| 1   | Marien-Glocke             | 1638     | Girarde Lamotte | 121,5             | 1100 kg         | es1                 | Abt Pius Reher | SANCTE MARIÆ DEIPARÆ VIRGINI SACRVM☆M☆DC☆XXXVIII☆PIO*ABBATE☆GOT DEM ALLMECHTIGEN ZVO LOB VND DER VIER GLOGEN GOSSEN VORDEN FVR DIE KIRCHEN DER GEMAIND ZVO RICHENBACH ☆F☆R☆WARD DOMAL KIRCHMAIER |      |
| 2   | Verena-Glocke             | 1638     | Girarde Lamotte | 98                | 550 kg          | g1                  | Abt Pius Reher | SANCTE VERENÆ VIRGINI SACRVM ☆M☆DC☆XXXVIII☆PIO ABBATE☆ |      |
| 3   | Margareten-Glocke         | 1638     | Girarde Lamotte | 85                | 400 kg          | a1                  | Abt Pius Reher | SANCTE MARGRITÆ VIRGINI SACRVM ☆M☆DC☆XXXVIII☆PIO ABBATE☆ |      |
| 4   | Gallus und Othmars-Glocke | 1638     | Girarde Lamotte | 68.5              | 200 kg          | des2                | Abt Pius Reher | ☆+☆S☆S☆GALLO☆ET☆OTHMARO☆☆SACRVM☆M☆DC☆XXXVIII☆PIO PIO ABBATE☆FRACOY☆RVTY☆NOS☆A☆TOVTTE☆QVATTRE☆FAICT☆FAIRE☆                                                                                        |      |